# Cesare Arzelà

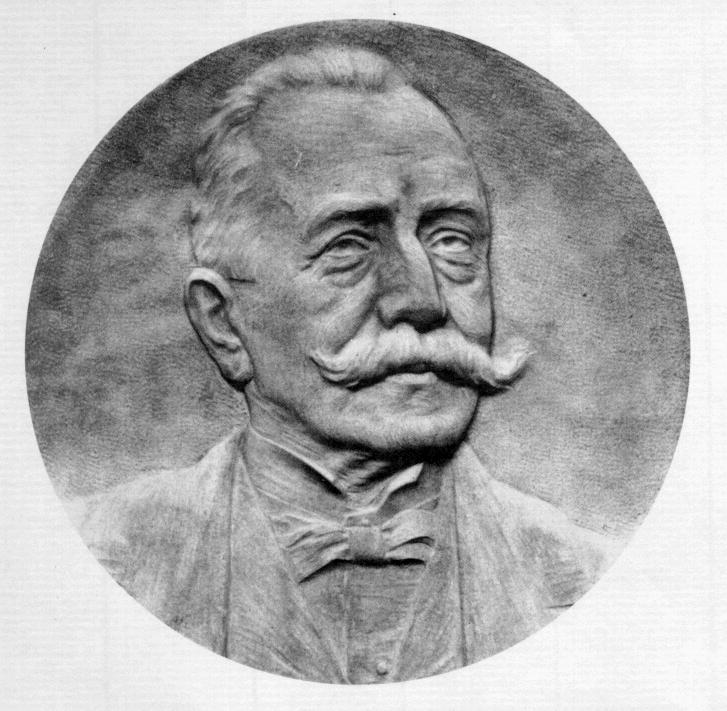
Cezare Arzelà, imagine pe un basorelief

Cesare Arzelà (n. 6 martie 1847 – d. 15 martie 1912) a fost un matematician italian.
A predat la Universitatea din Bologna și este cunoscut mai ales pentru contribuțiile din teoria funcțiilor, în special pentru o caracterizare a șirurilor de funcții continue, unde a generalizat o propoziție a lui Giulio Ascoli, obținând ceea ce ulterior se va numi teorema Arzelà-Ascoli.
Lucrările sale au fost studiate de către Lilly-Jeanne Nicolescu, extinzând teorema lui Arzelà la clasa funcțiilor hiperbolice și de către E. V. Dobrescu.